# 軽井沢町立図書館
軽井沢町立図書館（かるいざわちょうりつとしょかん）は長野県北佐久郡軽井沢町にある町立図書館。軽井沢町立図書館条例（平成24年6月26日条例第12号）に基づき運営され、中軽井沢図書館と離山図書館の2館から構成される。

## 軽井沢町立中軽井沢図書館

### 概要
- 所在地 - 〒389-0111 軽井沢町大字長倉3037番地18 地域交流施設 「くつかけテラス」内
- 建物
  - 構造 - 鉄筋コンクリート造 2階建て
  - 延床面積 - 1407m2[3]

### 利用案内
開館時間
- 水曜日から翌週月曜日 : 9:30-19:00 （多目的室  10:00-21:00）

休館日
- 毎週火曜日(祝日の場合は翌日以降休日に当たらない最初の日)
- 毎月最終の木曜日(祝日の場合は翌日以降休日に当たらない最初の日)
- 年末年始(12月28日～翌年1月4日)
- 特別整理期間(年10日以内で教育委員会の定める日)

### 沿革
- 2013年4月1日 -  開館

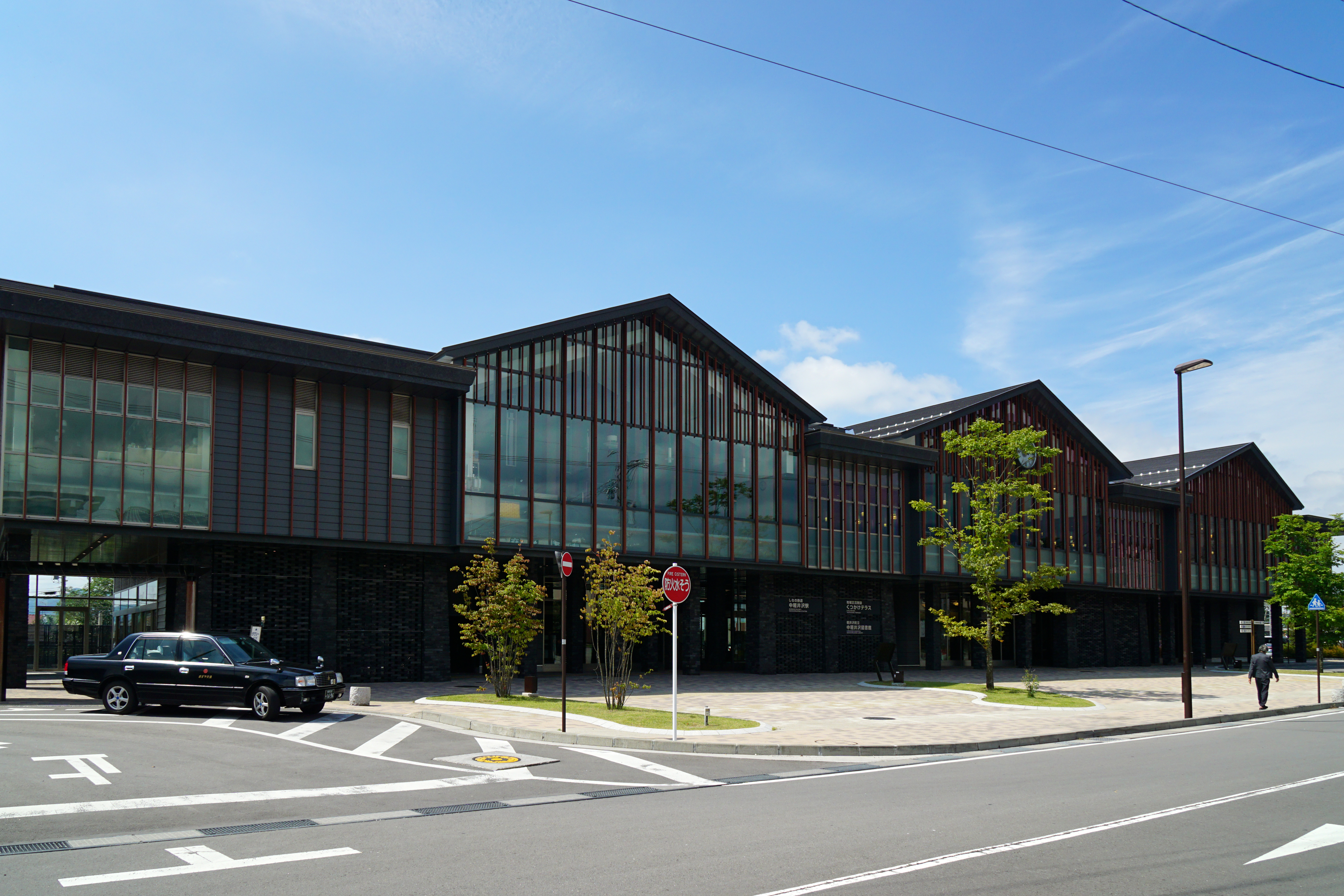
中軽井沢駅に接続する 「くつかけテラス」

## 軽井沢町立離山図書館
軽井沢町出身の政治学者市村今朝蔵の遺志と寄付により開館。建物は昭和60年（1985年）に「街の性格を生かしたユニークな図書館」として第1回日本図書館協会建築賞・特定賞を受賞した。市村の他、我妻栄、山本直文、蠟山政道ら、軽井沢ゆかりの人物の図書を文庫として収蔵している。現在は、蔵書の貸出行わず、館内の閲覧のみとなっている。

### 概要
- 所在地 - 〒389-0111 軽井沢町大字長倉2112番地118
- 建物
  - 構造 - 鉄筋コンクリート造
  - 延床面積 - 696m2[3]

### 沿革
- 1976年7月20日 - 軽井沢町立図書館として開館
- 2013年4月1日 - 軽井沢町立離山図書館に改称

### 利用案内
開館時間
- 10:00-17:00

休館日
- 祝祭日（11月3日を除く）
- 冬季休館 10月1日から翌年の6月30日まで